# سومرفیلد، ۷۳۴۴
سیارک ۷۳۴۴ (به انگلیسی: 7344 Summerfield، نامگذاری:1992LU) هفت هزار و سیصد و چهل و چهارمین سیارک کشف شده‌است که در ۴ ژوئن ۱۹۹۲ کشف شد.
قدر مطلق سیارک برابر ۱۳٫۱۰ است.